# YELLOW (Le☆S☆Caの曲)
『YELLOW』（イエロー）は、2015年12月9日にビクターエンタテインメントから発売された、Le☆S☆Caのデビューシングル。
本作を歌うLe☆S☆Caは、スマートフォン向けゲーム『Tokyo 7th シスターズ』に登場する次世代アイドル劇場型“777(スリーセブン、以下：ナナスタ)から選抜された3人組のアイドルユニットという設定であり、上杉・ウエバス・キョーコ（演：吉井彩実）、荒木レナ（演：藤田茜）、西園ホノカ（演：植田ひかる）の3人で構成されている。
発売形態は、初回生産限定盤と通常盤の二種類であり、初回生産限定盤にはLe☆S☆Caオリジナルコースター3枚セットが同封されている。

## 収録曲
| #         | タイトル                       | 作詞           | 作曲            | 時間  |
| --------- | ------------------------------ | -------------- | --------------- | ----- |
| 1.        | 「YELLOW」                     | SATSUKI-UPDATE | ヒゲドライバー  | 3:58  |
| 2.        | 「Behind Moon」                | SATSUKI-UPDATE | NOZOMU NAKAMURA | 4:30  |
| 3.        | 「YELLOW -OFF VOCAL-」         |                | ヒゲドライバー  | 3:58  |
| 4.        | 「Behind Moon -OFF VOCAL-」    |                | NOZOMU NAKAMURA | 4:30  |
| 5.        | 「泡沫七夜（ドラマトラック）」 |                |                 |       |
| 合計時間: | 合計時間:                      | 合計時間:      | 合計時間:       | 16:56 |

## 楽曲制作
表題曲の「YELLOW」とカップリング曲の「Behind Moon」はそれぞれ対照的な曲調である。茂木は3人を並べた際に一つのイメージだけでは惜しいと考え、彼女たちの白と黒の二面性を出そうと思った結果、このようにしたとナタリーとのインタビューの中で話している。
茂木はそれぞれの作曲者に発注する際、「YELLOW」が青春アニメのオープニング、カップリングの「Behind Moon」は青春アニメのエンディングだと伝えている。
「YELLOW」の作曲者であるヒゲドライバーは元々アニメソングの作曲経験をもっており、非常にイメージしやすかったと話しており、茂木はイメージ通りだった話している。また、茂木は3人の声が全く違うためミックスに苦労したと話しつつも、その3人の声が重なった際は、彼女たちとは思えないくらいの広がりを感じ、それ以降はスムーズに進んだと振り返っている。
吉井は中里キリとのインタビューの中で、デビューシングルが明るいポップな曲になるだろうと予想していたので、「YELLOW」を聞いた際、優しくてキラキラした曲だったので、少し意外であると同時に納得がいったと話している。
また、吉井は「YELLOW」という題名の由来について、「私は、苦かったり甘酸っぱかったり青春の日々の中、前に進むために頑張っている3人のキラキラ光った姿を象徴するのが黄色なのかな、って思いました。」と推測している。インタビューに同席していた植田も「歌詞を読んでいると、3人で結成したLe☆S☆Caの青春を詰め込んだ楽曲みたいに感じられるんですよ。」と話しており、吉井もユニットが規模を拡大させていく意思が強いと感じたと述べている。
Le☆S☆Caのメンバー・荒木レナを演じた藤田茜はナタリーに寄せたコメントの中で、「YELLOW」の歌詞がレナらしかったと話しており、不慣れな歌の収録に3人で苦労したとも振り返っている。
一方、「Behind Moon」は大人びた曲調であり、吉井は初めて聞いた際にびっくりした話している。藤田も驚いたと話す一方、明るく爽やかなだけが青春ではないというメッセージがより強く表れているのではないかと推測している。また、植田は他のキャラクターよりも普通の女の子らしいユニットだからこそ、他のユニットにはない恋愛観が出る歌詞が似合うのだろうと推測している。
ドラマトラック「泡沫七夜」は、3人がユニット名について話し合う様子が描かれている。